# Il pozzo e il pendolo
Il pozzo e il pendolo (The Pit and the Pendulum) è un racconto breve scritto da Edgar Allan Poe e pubblicato per la prima volta nel 1842.
La storia ha un notevole effetto nell'ispirare paura nel lettore, a causa della particolare attenzione dedicata alle percezioni sensoriali, come il suono, che ne enfatizzano il realismo. Ciò rappresenta un elemento di discontinuità con le altre storie di Poe, che spesso fanno uso di elementi soprannaturali.

## Trama
La storia narra delle torture subite da un prigioniero dell'Inquisizione spagnola.
Il narratore della storia è ritenuto colpevole di crimini non meglio specificati e rinchiuso in una cella completamente buia e scivolosa. Nel tentativo di determinare le dimensioni della stanza e data la profonda quanto opprimente oscurità della stessa, inciampa e cade riconoscendo di essere scampato ad una fine terribile, ovvero la caduta all'interno di un pozzo, collocato al centro della cella, dalla profondità sconosciuta. Al suo risveglio riceve del cibo drogato, perdendo conoscenza. Si risveglia sdraiato su un basso telaio di legno, legato completamente ad esso ad eccezione della testa e di un braccio, circondato dai topi e fornito di poca carne speziata, per sfamarsi e acuire la sua sete. Dopo molto tempo si rende conto che una grande lama tagliente a forma di pendolo è sospesa sopra di lui: il suo movimento sempre più rapido e inesorabile è tale da fargli presagire che presto sarà prossima a tagliargli il petto. Anche questa volta riesce a liberarsi, cospargendo con dei pezzettini di carne la cinghia che lo blocca; i topi affamati quindi la rosicchiano permettendogli di spezzarla e liberarsi un attimo prima che la lama lo uccida. I muri della prigione divengono allora incandescenti e cominciano a muoversi, stringendosi intorno al pozzo centrale allo scopo di far precipitare il prigioniero all'interno.
Tuttavia la storia ha termine con la salvezza del protagonista: infatti i francesi sono entrati a Toledo e il generale Lasalle riesce ad afferrare il prigioniero un attimo prima che quest'ultimo cada nel pozzo.

## Adattamenti cinematografici
- Le puits et le pendule, regia di Henri Desfontaines (1909)
- Il pozzo e il pendolo (The Pit and the Pendulum), regia di Roger Corman (1961)
- Le puits et le pendule, regia di Alexandre Astruc (1964)
- Kyvadlo, jáma a naděje, regia di Jan Švankmajer (1984)
- Il pozzo e il pendolo (The Pit and the Pendulum), regia di Stuart Gordon (1991)
- The pit and the pendulum regia di David DeCoteau (2009) USA genere Horrore/Thriller

## Edizioni
- Edgar Allan Poe, Il pozzo e il pendolo, traduzione di Renato Ferrari, De Agostini, 1985.
- Edgar Allan Poe, Il pozzo e il pendolo e altri racconti, traduzione di Elio Vittorini e Delfino Cinelli, Milano, Arnoldo Mondadori Editore, 2001. ISBN 88-04-49530-8